# Eranholi
Eranholi è una suddivisione dell'India, classificata come census town, di 24.610 abitanti, situata nel distretto di Kannur, nello stato federato del Kerala. In base al numero di abitanti la città rientra nella classe III (da 20.000 a 49.999 persone).

## Geografia fisica
La città è situata a 11° 46' 59 N e 75° 30' 04 E.

## Società

### Evoluzione demografica
Al censimento del 2001 la popolazione di Eranholi assommava a 24.610 persone, delle quali 11.347 maschi e 13.263 femmine. I bambini di età inferiore o uguale ai sei anni assommavano a 2.356, dei quali 1.195 maschi e 1.161 femmine. Infine, coloro che erano in grado di saper almeno leggere e scrivere erano 21.489, dei quali 9.976 maschi e 11.513 femmine.